# Cabeza del Buey
Cabeza del Buey − miasto w Hiszpanii, we wspólnocie autonomicznej Estremadura. W 2008 liczyło 5 499 mieszkańców.